# Medicinska föreningen i Göteborg
Medicinska föreningen i Göteborg, MFG, var den studentkår som organiserade studenter vid apotekarprogrammet, logopedprogrammet, läkarprogrammet samt doktorander inom det medicinska kunskapsområdet vid Sahlgrenska akademin, den hälsovetenskapliga fakulteten vid Göteborgs universitet. Föreningen hade cirka 2 200 medlemmar varav cirka 800 var doktorander. I samband med kårobligatoriets avskaffande 2010 gick MFG, Odontologiska Föreningen och Hälsovetenskapliga studentkåren ihop och bildade Sahlgrenska akademins Studentkår.

## Historik
MFG grundades 19 september 1949 i samband med att medicinarutbildningen startade vid Göteborgs medicinska högskola. Den förste ordföranden var Sven Scheller, en assistent på institutionen för anatomi med erfarenhet av kårverksamhet från sin studietid i Uppsala. Den förste ordföranden som själv var student vid medicinarutbildningen i Göteborg var Bengt Berg som tillträde posten 1950.
1954 fem år efter grundandet kände man att det var dags att ta fram en symbol för föreningen. Efter en donation av Fru Anna Ida Broström gick uppdraget till silversmed Thore Eldh. Resultatet blev ett smycke som vann designpris. Logotypen som skapades med smycket som förebild har sedan utan avbrott använts som symbol för föreningen.
En stor del av Medicinska föreningens verksamhet bedrevs på kårhuset Villa Medici. Kårhuset till kom genom att Fru Cyssi Hammar änka efter Hugo Hammar, 1953 donerade sitt hem på Föreningsgatan 17, Göteborg till kåren.
Huset användes flitigt fram till 1974 då huset blivit för litet och föreningen flyttade till den nuvarande villan på Högåsplatsen 6, bakom Götaplatsen.
Medicinska Högskolan och Göteborgs högskola slogs 1954 samman till Göteborgs universitet. I samband med denna sammanslagning bildades en gemensam studentkår vid universitetet med namnet Göteborgs Universitets Studentkår (GUS). De tidigare studentkårerna Medicinska Föreningen och Göteborgs Högskolas Studentkår ombildades till studentföreningar (fakultetsföreningar). Medicinska Föreningen blev på så sätt fakultetsförening för studenterna vid det nya universitetets medicinska fakultet. Under 1960-talet övertog fakultetsföreningarna alltmer av studentkårens uppgifter, vilket ledde till att GUS i praktiken upphörde som organisation i början av 1970-talet. Medicinska Föreningen erhöll dock inte formellt status som studentkår igen förrän 1983.
MFG förvandling från en förening enbart bestående av medicinarstuderande har skett stegvis. Logopedstudenterna blev medlemmar i MFG 1982 efter ett utträde från Filosofiska Fakultetens studentkår, till vilken logopedstudenterna blivit anslutna när utbildningen startade 1980. Anslutningen av studenterna vid det Biovetenskapliga Läkemedelsprogrammet vilken startade 1995 skedde inte helt okomplicerat. Studenterna vid det Biovetenskapliga programmet blev hösten 1995 medlemmar som kursstudenter utan att några förberedelser för framtiden gjordes. Under 1996 fördes diskussioner huruvida biovetarstudenterna skulle vara medlemmar i MFG eller bilda en egen kår. Den nya biovetenskapliga kåren skulle samverka med MFG genom ”Medicinska fakultetens kårer i samverkan – M.I.S.”. Resultatet av diskussionerna blev att MFG 1997 genomförde en stadgeändring som möjliggjorde biovetarstudenternas medlemskap i Medicinska föreningen i Göteborg.

## Organisation
MFG var uppdelat på råd som hade hand om studiebevakning och utskott som har hand om studiesocial verksamhet. Styrelsen arbetade med frågor som låg utanför de olika råden och utskottens arbetsområden och hade även ett övergripande ansvar för att föreningen som helhet fungerade som en enhet. Det högsta beslutande organet var Föreningsmötet dit alla medlemmar var inbjudna att säga sin röst. Det skulle förekomma minst fyra föreningsmöten per år. 
MFG var medlem i Göteborgs universitets studentkårer, GUS, och Göteborgs Förenade Studentkårer, GFS. Under verksamhetsåret 2004/2005 blev behovet av ett akademigemensamt samarbetsorgan för de tre studentkårerna vid Sahlgrenska akademin tydligt och kårerna bildade tillsammans SAMSS (Samarbetsorganet för Studentkårerna vid sahlgrenska akademin). SAMSS var från början tänkt som ett forum för kårerna att driva akademigemensamma frågor i, men ett samarbete i studiesociala frågor växte även fram under senare. MFG var medlem i de nationella samarbetsorganisationer för de olika utbildningarna där sådana finns.
Kontinuiteten inom Medicinska föreningen i Göteborg skapades, förutom verksamhetsrevisioner, även genom Inspektor, Seniorskollegiet och Vänföreningen. Inspektorn var en lärare vid Sahlgrenska akademin, Göteborgs universitet som utsågs av Föreningsmötet på obestämd tid. Uppdraget innefattade att bistå MFG i komplicerade frågor samt i kontakter med världen utanför universitetet. Inspektorn hade ständig närvaro-, yttrande- och yrkanderätt i MFG:s samtliga organ, rätt att få del av samtliga beslut fattade av MFG:s organ samt rätt att begära föreningsmöte eller styrelsemöte när så kan vara lämpligt. Seniorskollegiet var en sammanslutning för tidigare ordförande och styrelseledamöter som suttit minst två mandat. Vänföreningen var öppen för alla som på något sätt känner ett band till MFG och bildades ursprungligen för att trygga Villa Medicis fortsatta varande.
Föreningen hade kontakt med sina medlemmar via nyhetsbrev som skickas ut per e-post var 14:e dag samt kårtidningen Organet som utkom med fyra nummer per år.
Föreningen delade ut flera stipendier till sina studenter. MFG har sedan 1984 årligen delat ut sitt pedagogiska pris "Pedalenpriset" till lärare vid aktuella program som på ett positivt sätt utmärkt sig under året.